# Artem Schamatryn
Artem Serhijowytsch Schamatryn (ukrainisch Артем Сергійович Шаматрин; * 15. Juni 1991 in Dnipropetrowsk, USSR, UdSSR) ist ein ukrainischer Hürdenläufer, der sich auf die 110-Meter-Distanz spezialisiert hat.

## Sportliche Laufbahn
Erste internationale Erfahrungen sammelte Artem Schamatryn im Jahr 2016, als er bei den Hallenweltmeisterschaften in Portland im 60-Meter-Hürdenlauf mit 7,95 s in der ersten Runde ausschied. Anfang Juli startete er bei den Europameisterschaften in Amsterdam über 110 m Hürden, schied aber auch dort mit 14,47 s im Vorlauf aus. Im Jahr darauf wurde er bei den Halleneuropameisterschaften in Belgrad in der Vorrunde disqualifiziert und bei den Leichtathletik-Europameisterschaften 2018 in Berlin scheiterte er mit 14,02 s in der ersten Runde. 2019 verpasste er bei den Halleneuropameisterschaften in Glasgow mit 7,90 s den Einzug ins Halbfinale und nahm anschließend an den Europaspielen in Minsk teil, bei denen er nach 14,05 s auf den elften Platz gelangte. Anfang September siegte er bei den Balkan-Meisterschaften in Prawez in 14,18 s.
In den Jahren 2014 und 2015 und von 2017 bis 2019 wurde Schamatryn ukrainischer Meister im 110-Meter-Hürdenlauf und 2018 und 2019 siegte er in der Halle über 60 m Hürden.

## Persönliche Bestzeiten
- 110 m Hürden: 13,80 s (+0,5 m/s), 18. Juli 2018 in Luzk
  - 60 m Hürden (Halle): 7,70 s, 4. Februar 2016 in Kiew